# Bernoulli-Dreieck

Ableitung des Bernoulli-Dreiecks (blauer fetter Text) vom Pascal-Dreieck (rosa kursiv)

Das Bernoulli-Dreieck ist eine Form der grafischen Darstellung von Partialsummen der Binomialkoeffizienten {\displaystyle {\tbinom {n}{k}}}. Der Name geht auf den Mathematiker Jakob I Bernoulli zurück.

## Beschreibung
Für jede nicht negative ganze Zahl {\displaystyle n} und für jede ganze Zahl {\displaystyle k} zwischen {\displaystyle 0} und {\displaystyle n} ist die {\displaystyle n}-te Zeile und {\displaystyle k}-te Spalte des Bernoulli-Dreiecks gegeben durch die Summe der ersten {\displaystyle k} Binomialkoeffizienten {\displaystyle n}-ter Ordnung:
{\displaystyle \sum _{p=0}^{k}{\binom {n}{p}}}
Die ersten Zeilen des Bernoulli-Dreiecks lauten:
{\displaystyle {\begin{array}{cc|cccccccccccc}&k&0&1&2&3&4&5&6&7&8&9\\n&&\\\hline 0&&1\\1&&1&2\\2&&1&3&4\\3&&1&4&7&8\\4&&1&5&11&15&16\\5&&1&6&16&26&31&32\\6&&1&7&22&42&57&63&64\\7&&1&8&29&64&99&120&127&128\\8&&1&9&37&93&163&219&247&255&256\\9&&1&10&46&130&256&382&466&502&511&512\end{array}}}
Ähnlich wie beim Pascalschen Dreieck ist jede Stelle im Bernoulli-Dreieck die Summe von zwei Stellen der vorherigen Zeile, mit Ausnahme der letzten Zahl jeder Zeile, die das Doppelte der letzten Zahl der vorherigen Zeile ist. Sei zum Beispiel {\displaystyle B_{n,k}} das Element in der {\displaystyle n}-ten Zeile und {\displaystyle k}-ten Spalte. Dann gilt:
{\displaystyle {\begin{aligned}B_{n,0}=&1&{\mbox{  für }}&k=0\\B_{n,k}=&B_{n-1,k}+B_{n-1,k-1}&{\mbox{  für }}&0<k<n\\B_{n,n}=&2\cdot B_{n-1,k-1}=2^{n}&{\mbox{  für }}&k=n\end{aligned}}}

## Eigenschaften

Folgen aus der On-Line Encyclopedia of Integer Sequences im Bernoulli-Dreieck

Die Spalten des Bernoulli-Dreiecks ergeben spezielle Zahlenfolgen (wobei, falls es noch keine Zahl in dieser Spalte gibt, die ganz rechten Werte aus den oberen Zeilen genommen werden):
- Die erste Spalte ganz links {\displaystyle (k=0)} ergibt die triviale Einerfolge, es ist {\displaystyle B_{n,0}=1}:

1, 1, 1, 1, 1, 1, 1, … (Folge A000012 in OEIS)
- Die zweite Spalte von links {\displaystyle (k=1)} ergibt die Folge der natürlichen Zahlen, es ist {\displaystyle B_{n,1}=n+1}:

1, 2, 3, 4, 5, 6, 7, … (Folge A000027 in OEIS)
- Die dritte Spalte von links {\displaystyle (k=2)} ergibt die Folge der Dreieckszahlen plus Eins, es ist {\displaystyle B_{n,2}={\frac {n^{2}+n}{2}}+1={\frac {n^{2}+n+2}{2}}}. Dies ist auch die Folge der zentralpolygonalen Zahlen (auch Zahlenfolge des faulen Kellners genannt (vom englischen Lazy caterer's sequence)):

1, 2, 4, 7, 11, 16, 22, 29, 37, 46, 56, 67, 79, 92, 106, 121, 137, 154, 172, 191, 211, …(Folge A000124 in OEIS)
- Die vierte Spalte von links {\displaystyle (k=3)} ergibt die Folge der Kuchenzahlen (vom englischen cake number), es ist {\displaystyle B_{n,3}={\frac {1}{6}}\cdot (n+1)\cdot (n\cdot (n-1)+6)}:

1, 2, 4, 8, 15, 26, 42, 64, 93, 130, 176, 232, 299, 378, 470, 576, 697, 834, 988, … (Folge A000125 in OEIS)
- Die fünfte Spalte von links {\displaystyle (k=4)} ergibt die Zahlenfolge, die die maximale Anzahl von Regionen angibt, die durch Verbinden von {\displaystyle n+1} Punkten um einen Kreis durch gerade Linien erhalten werden können, es ist also {\displaystyle B_{n,4}=1+{\binom {n+1}{2}}+{\binom {n+1}{4}}}.[2] Alternativ gibt die fünfte Spalte auch die maximale Anzahl von Regionen im vierdimensionalen Raum an, die man durch {\displaystyle n-1} dreidimensionale Hyperebenen bilden kann (beginnend mit {\displaystyle n=1}):

1, 2, 4, 8, 16, 31, 57, 99, 163, 256, 386, 562, 794, 1093, 1471, 1941, 2517, 3214, … (Folge A000127 in OEIS)
- Im Allgemeinen gibt die {\displaystyle (k+1)}-te Spalte die maximale Anzahl von Regionen im {\displaystyle k}-dimensionalen Raum an, die durch {\displaystyle n-1} {\displaystyle (k-1)}-dimensionale Hyperebenen gebildet werden (beginnend mit {\displaystyle n=1}).

Zum Beispiel bedeutet das für die {\displaystyle (k+1)=6}-te Spalte die maximale Anzahl von Regionen im {\displaystyle k=5}-dimensionalen Raum, die durch {\displaystyle n-1} {\displaystyle (k-1)=4}-dimensionale Hyperebenen gebildet werden (beginnend mit {\displaystyle n=1}).
1, 2, 4, 8, 16, 32, 63, 120, 219, 382, 638, 1024, 1586, 2380, 3473, 4944, 6885, 9402, … (Folge A006261 in OEIS)
Beispiel:
An der achten Stelle (also bei {\displaystyle n=8}) dieser sechsten Spalte des Bernoulli-Dreiecks (es ist also {\displaystyle (k+1)=6} und somit {\displaystyle k=5}) steht die Zahl 120. Man kann somit im fünfdimensionalen Raum {\displaystyle n-1=7} vierdimensionale Hyperebenen so legen, dass der fünfdimensionale Raum in 120 Teilräume (Regionen) zerfällt.
- Die {\displaystyle (k+1)}-te Spalte gibt auch die Anzahl der Kompositionen von {\displaystyle n} in {\displaystyle k+1} oder weniger Teile an (also die Anzahl der Möglichkeiten, die Zahl {\displaystyle n} in die Summe von {\displaystyle k+1} oder weniger natürliche Zahlen zu zerlegen), wobei die Reihenfolge eine Rolle spielt.

Beispiel 1:
Man betrachte zum Beispiel die {\displaystyle (k+1)=2}-te Spalte des Bernoulli-Dreiecks:
1, 2, 3, 4, 5, 6, 7, … (Folge A000027 in OEIS)
An der fünften Stelle (also bei {\displaystyle n=5}) dieser zweiten Spalte des Bernoulli-Dreiecks (es ist also {\displaystyle k+1=2}) steht die Zahl 5. Es gibt also 5 Möglichkeiten, die Zahl {\displaystyle n=5} in {\displaystyle k+1=2} oder weniger Teile zu zerlegen. Diese Möglichkeiten lauten:
5 = 5 = 1+4 = 4+1 = 2+3 = 3+2
Beispiel 2:
Man betrachte zum Beispiel die {\displaystyle (k+1)=3}-te Spalte des Bernoulli-Dreiecks:
1, 2, 4, 7, 11, 16, 22, 29, 37, 46, 56, 67, 79, 92, 106, 121, 137, 154, 172, 191, 211, …(Folge A000124 in OEIS)
An der fünften Stelle (also bei {\displaystyle n=5}) dieser dritten Spalte des Bernoulli-Dreiecks (es ist also {\displaystyle k+1=3}) steht die Zahl 11. Es gibt also 11 Möglichkeiten, die Zahl {\displaystyle n=5} in {\displaystyle k+1=3} oder weniger Teile zu zerlegen. Diese Möglichkeiten lauten:
5 = 5 = 1+4 = 4+1 = 2+3 = 3+2 = 1+1+3 = 1+3+1 = 3+1+1 = 1+2+2 = 2+1+2 = 2+2+1
Beispiel 3:
Man betrachte zum Beispiel die {\displaystyle (k+1)=9}-te Spalte des Bernoulli-Dreiecks:
1, 2, 4, 8, 16, 32, 64, 128, 256, 511, 1013, 1981, 3797, 7099, 12911, 22819, 39203, 65536, … (Folge A008861 in OEIS)
An der zehnten Stelle (also bei {\displaystyle n=10}) dieser neunten Spalte des Bernoulli-Dreiecks (es ist also {\displaystyle k+1=9}) steht die Zahl 511. Es gibt also 511 Möglichkeiten, die Zahl {\displaystyle n=10} in {\displaystyle k+1=9} oder weniger Teile zu zerlegen. Die einzige Möglichkeit, die nicht gezählt wird, ist {\displaystyle 1+1+1+\ldots +1=10}, weil hier die Zahl {\displaystyle n=10} in 10 Summanden aufgeteilt wird, aber nur maximal 9 erlaubt sind.
- Wie im Pascalschen Dreieck führen Summen von Komponenten entlang diagonaler Pfade in Bernoullis Dreieck zur Fibonacci-Folge.[3] Diese lauten:

0, 1, 1, 2, 3, 5, 8, 13, 21, 34, 55, 89, 144, 233, 377, 610, 987, … (Folge A000045 in OEIS)
Man erhält diese Fibonacci-Folge ab ihrem 3. Wert im Bernoulli-Dreieck auf die folgende Art und Weise:
| {\displaystyle n\downarrow k\to } | 0 | 1  | 2  | 3   | 4   | 5   | 6   | 7   | 8   | 9   |
| --------------------------------- | - | -- | -- | --- | --- | --- | --- | --- | --- | --- |
| 0                                 | 1 | -  | -  | -   | -   | -   | -   | -   | -   | -   |
| 1                                 | 1 | 2  | -  | -   | -   | -   | -   | -   | -   | -   |
| 2                                 | 1 | 3  | 4  | -   | -   | -   | -   | -   | -   | -   |
| 3                                 | 1 | 4  | 7  | 8   | -   | -   | -   | -   | -   | -   |
| 4                                 | 1 | 5  | 11 | 15  | 16  | -   | -   | -   | -   | -   |
| 5                                 | 1 | 6  | 16 | 26  | 31  | 32  | -   | -   | -   | -   |
| 6                                 | 1 | 7  | 22 | 42  | 57  | 63  | 64  | -   | -   | -   |
| 7                                 | 1 | 8  | 29 | 64  | 99  | 120 | 127 | 128 | -   | -   |
| 8                                 | 1 | 9  | 37 | 93  | 163 | 219 | 247 | 255 | 256 | -   |
| 9                                 | 1 | 10 | 46 | 130 | 256 | 382 | 466 | 502 | 511 | 512 |

| so erhält man die Fibonacci-Zahlen  |
| ----------------------------------- |
| {\displaystyle 1=1}                 |
| {\displaystyle 2=2}                 |
| {\displaystyle 3=4-1}               |
| {\displaystyle 5=8-3}               |
| {\displaystyle 8=16-7-1}            |
| {\displaystyle 13=32-15-4}          |
| {\displaystyle 21=64-31-11-1}       |
| {\displaystyle 34=128-63-26-5}      |
| {\displaystyle 55=256-127-57-16-1}  |
| {\displaystyle 89=512-255-120-42-6} |